# Kungariket Norge (1814)
Kungariket Norge (norska: Kongeriget Norge) återuppstod som stat i Norden den 17 maj 1814. Det efterträdde Danmark-Norge och ingick 4 november 1814 i personalunion med Kungariket Sverige.

## Historia
Under 1814 utsattes Danmark-Norge för blockad av Storbritannien efter Kanonbåtskriget. Från 1808 blockerade britterna alla hamnarna i Norge, och spänningen steg. Från 1809 växte sig självständighetsrörelsen stark. 1812 och 1813 rådde hungersnöd i Norge.

### Fotnoter
1. ↑  ”Avfallsmengder, etter materiale, kjelde og handsaming” (på norska). Statistisk sentralbyrå. http://www.ssb.no/a/aarbok/tab/tab-046.html. Läst 29 oktober 2015.